# سیارک ۴۵۰۵
سیارک ۴۵۰۵ (به انگلیسی: 4505 Okamura، نامگذاری:1990DV1) چهار هزار و پانصد و پنجمین سیارک کشف شده‌است که در ۲۰ فوریه ۱۹۹۰ کشف شد.
قدر مطلق سیارک برابر ۱۱٫۱۰ است.